# (38623) 2000 AQ233
2000 AQ233 (asteroide 38623) é um asteroide da cintura principal. Possui uma excentricidade de 0.02539220 e uma inclinação de 11.47702º.
Este asteroide foi descoberto no dia 5 de janeiro de 2000 por LINEAR em Socorro.